# Sant Pere de Sant Pere de Ribes
Sant Pere de Sant Pere de Ribes és una obra del municipi de Sant Pere de Ribes (Garraf) inclosa en l'Inventari del Patrimoni Arquitectònic de Catalunya.

## Descripció
Es tracta d'un edifici de grans dimensions de planta rectangular, aproximadament de 47x26 metres. Té tres naus i columnes octogonals de pedra picada amb capitells de pedra artificial (1).
La façana, simètrica i dividida en sectors verticals, presenta elements característics del vocabulari gòtic. La porta d'accés és d'arc apuntat, a la part superior hi ha una rosassa i l'acabament és a dues vessants.
Als costats d'aquest cos central, s'eleven les dues torres bessones que caracteritzen el temple, que són vuitavades, dividides en tres cossos i amb obertures d'arc apuntat.

## Història
La construcció de la nova església parroquial de Sant Pere de Ribes es va fer a iniciativa de Francesc Marcer i Oliver, que va costejar íntegrament l'obra. La primera pedra es va col·locar el 5 de juliol de 1903.
El primer campanar es va finalitzar el 17 d'abril de 1909 i el temple es va acabar definitivament el 4 de setembre de 1910, data en què es va inaugurar, esdevenint l'església parroquial de la població, en substitució de l'església vella de Sant Pere Ribes, situada al costat del castell de Ribes.
L'any 1922 s'hi instal·laren dues campanes noves, pagades per Manel Bertran i Miret, ribetà resident a Cuba.